# Claoxylon grandifolium
Espèce
Claoxylon grandifolium est une espèce de plantes à fleurs de la famille des euphorbiacées. Elle est endémique de l'archipel des Mascareignes, dans le sud-ouest de l'océan Indien.